# Бон (патриције)
Бон (грчки: Βῶνος; умро 627. године) је био византијски државник и војсковођа, учесник Византијско-персијског рата. Заједно са патријархом Сергијем водио је одбрану Цариграда током аварско-словенске опсаде 626. године.

## Биографија
Готово ништа се не зна о Боновом пореклу и приватном животу. Могуће је да је са царом Ираклијем допловио из Египта како би учествовао у свргавању цара Фоке (610). Имао је незаконитог сина Јована, који је као талац послат Аварима 622. године. 
Бон је познат по одбрани Цариграда из 626. године. Опсаду је предузела удружена војска Персијанаца, Авара и Словена. Патриције Бон је лукавством поразио словенску флоту. Словени су од Авара добили задатак да, чим угледају запаљене бакље на спољашњем бедему Блахерна, упадну са моноксилима да би поплашили непријатеља и тиме омогућили Аварима да уђу у град. Сазнавши за план, Бон је спремио дријере и тријере и сам дао знак Словенима. Словени су упали у замку и у поморској бици са византијском флотом су доживели велики пораз што је допринело да се опсада заврши неуспехом. 
Убрзо након опсаде Бон је умро (крајем маја 627. године). Сахрањен је у манастиру Светог Јована Крститеља.